# Piotr Beczała

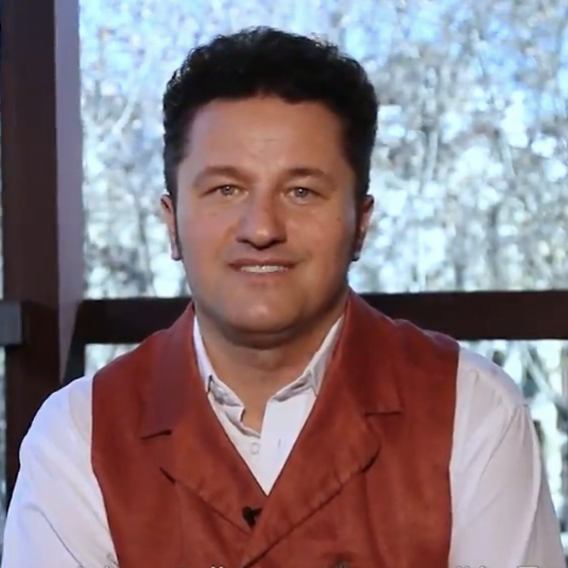
Piotr Beczała (2012)

Piotr Beczała (piɔtr beʈ͡ʂawa) (* 28. Dezember 1966 in Czechowice-Dziedzice, Polen) ist ein polnisch-schweizerisch-österreichischer Opernsänger (Lyrischer Tenor).

## Leben
Beczała absolvierte ein Gesangsstudium in Kattowitz. Nach Engagements in Linz (1992–1997) und Zürich (ab 1997) und seinen ersten internationalen Auftritten als Tamino in Die Zauberflöte bei den Salzburger Festspielen (1997), an der Deutschen Oper Berlin und an der Wiener Staatsoper (1998) folgte eine internationale Karriere, in welcher er sich weltweit als einer der Hauptrepräsentanten des lyrischen Tenorfachs etablierte.
2000 hatte er Rollendebüts als Herzog in Rigoletto am Opernhaus Zürich und als Hirte in Szymanowskis König Roger (Król Roger) an der Nederlandse Opera in Amsterdam. Ferner sang er erneut den Tamino an der Opéra National de Paris.
2001 verkörperte Beczała den Lenskij in Tschaikowskis Eugen Onegin (Jewgenij Onegin) an der Nederlandse Opera in Amsterdam, Orombello in Beatrice di Tenda in Zürich, Vaudémont in „Iolanta“ in Wien und den italienischen Sänger in Der Rosenkavalier in Brüssel.
2002 sang er den Elvino in La sonnambula in Zürich, den Sänger in Der Rosenkavalier an der Hamburgischen Staatsoper und an der Staatsoper Unter den Linden in Berlin, sowie den Herzog in Rigoletto in Zürich, außerdem den Franz Waldung in der ersten vollständigen konzertanten Wiedergabe von Jacques Offenbachs im 19. Jahrhundert nur stark gekürzt aufgeführter Oper Die Rheinnixen (davon liegt auch eine CD-Produktion vor).
2003 sang Beczała erneut in Eugen Onegin, diesmal an der Opéra National in Paris. Er hatte ferner seine Rollendebüts als Jeník in Die verkaufte Braut (Prodaná nevěsta) am Opernhaus Zürich und als Rodolfo in La Bohème an der Nederslandse Opera Amsterdam.
2004 hatte er Rollendebüts als Faust am Royal Opera House London. Ferner sang er im Rosenkavalier bei den Salzburger Festspielen, den Alfredo in La traviata in Athen und an der Deutschen Oper Berlin.
2005 wirkte Beczała als Herzog in Verdis Rigoletto am Londoner Covent Garden, in Bellinis Beatrice di Tenda an der Hamburgischen Staatsoper, im Werther an der Oper Frankfurt und in La Traviata in Bilbao mit.
2006 debütierte er an der Mailänder Scala und an der New Yorker Metropolitan Opera, in beiden Fällen als Herzog in Rigoletto, ferner an der Bayerischen Staatsoper München als Alfredo in La Traviata, Don Ottavio in Don Giovanni bei den Salzburger Festspielen und in Zürich.
2007 sang Beczała erstmals den Edgardo in Lucia di Lammermoor in Zürich. Ferner wirkte er im Rigoletto beim Debüt am Teatr Wielki in Warschau, Werther und Rigoletto in München, Die Zauberflöte an der San Francisco Opera und La Traviata an der Deutschen Oper Berlin mit.
2008 sang er erstmals den Riccardo in Ein Maskenball an der Staatsoper Unter den Linden in Berlin, ferner wirkte er in Eugen Onegin am Londoner Covent Garden und in La Traviata an der Wiener Staatsoper mit. Bei den Salzburger Festspielen gab Beczała als Prinz in Rusalka von Antonín Dvořák ein Rollendebüt.
Im Februar 2010 übernahm Beczała an der New Yorker Metropolitan Opera die Rolle des Rodolfo in La Bohème an der Seite von Anna Netrebko als Mimì. Ebenfalls an der MET sang er 2012 die Rolle des Herzogs in Michael Mayers Neuinszenierung des Rigoletto. Seit 2012 hat Beczała auch die Schweizer Staatsbürgerschaft.
Im Mai 2016 debütierte Piotr Beczała in Richard Wagners Lohengrin mit der Titelpartie des Lohengrin an der Seite von Anna Netrebko (als Elsa) an der Semperoper in Dresden. In dieser Rolle debütierte er im Sommer 2018 bei den Bayreuther Festspielen. Im Februar 2019 gab er sein Rollendebüt als Cavaradossi in Tosca an der Wiener Staatsoper.
Piotr Beczała agiert auch sehr erfolgreich als Konzertsolist; sein Konzertrepertoire reicht von Mozart, Cherubini und Schubert über Haydn, Beethoven, Schumann, Brahms, Bruckner, Berlioz und Dvořák hin bis zu Rossinis Stabat Mater, Verdis Messa da Requiem und Mahlers Das Lied von der Erde.

## Privates
Piotr Beczała ist seit 1992 mit der ausgebildeten Opernsängerin Katarzyna Bak-Beczala verheiratet.

## Auszeichnungen
- 2014: ECHO Klassik in der Kategorie Sänger des Jahres[8]
- 2015: Österreichischer Musiktheaterpreis – ORF-III-Publikumspreis[9]
- 2018: International Opera Award[10]
- 2018: Europäischer Kulturpreis Taurus[11]
- 2019: Österreichischer Kammersänger[12]
- 2019: Oper! Award in der Kategorie Bester Sänger[13]
- 2021: Österreichischer Musiktheaterpreis in der Kategorie Beste männliche Hauptrolle für Moniuszko: Halka (Jontek) am Theater an der Wien[14][15]

## CD- und DVD-Veröffentlichungen
Es liegen zahlreiche CD- und DVD-Veröffentlichungen vor.

## Publikationen
- 2020: In die Welt hinaus: Ein Opernleben in drei Akten, aufgezeichnet von Susanne Zobl. Amalthea Signum, Wien 2020, ISBN 978-3-99050-185-6